# 퇴창

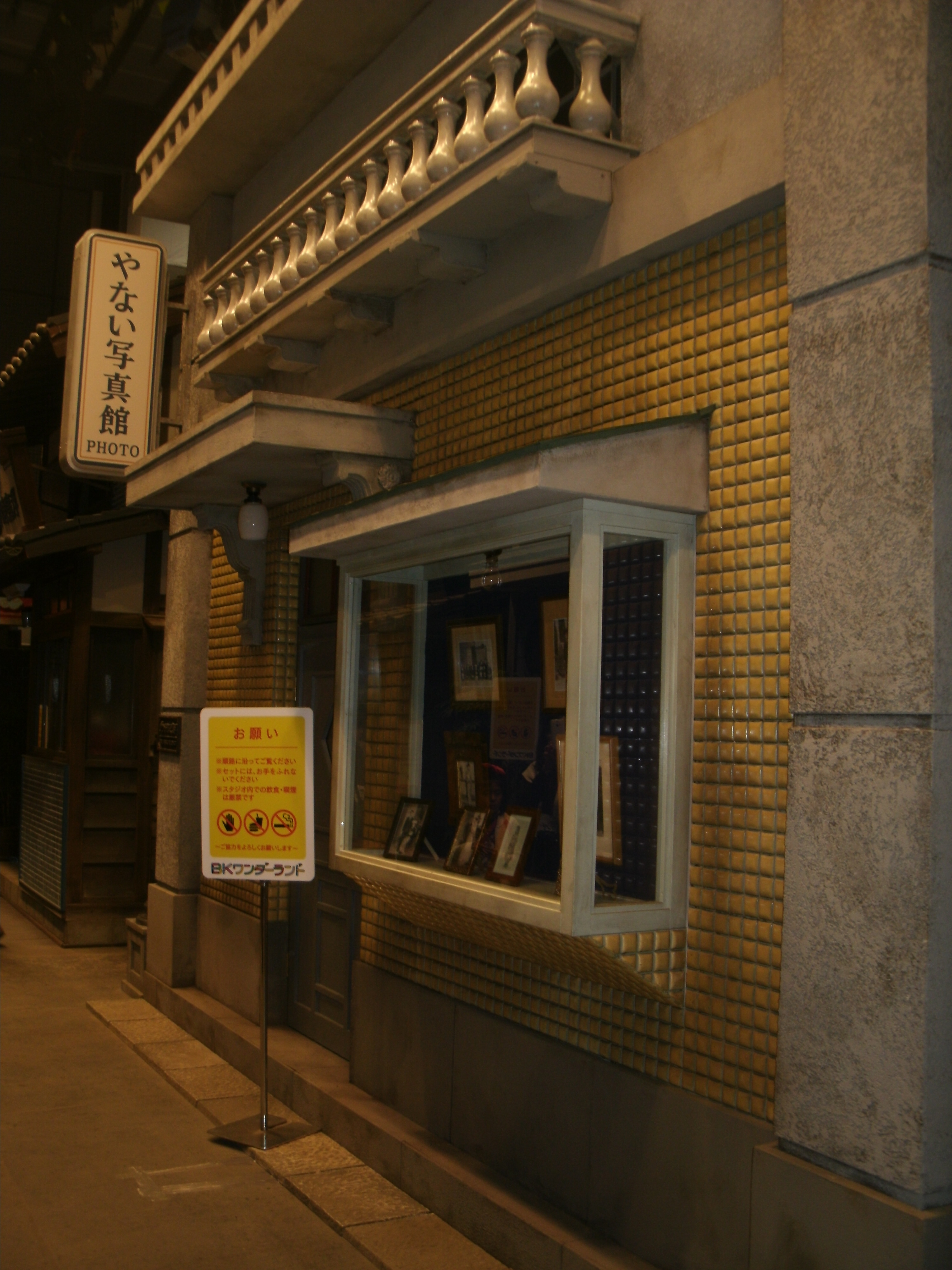

퇴창(退窓) 또는 출창(出窓)은 벽체에서 바깥쪽으로 돌출되도록 낸 창문이다. 영어로는 bay window 라고 하는데, 돌출된 만큼 여분의 공간(bay)이 생긴다는 뜻이다.